# (27788) 1993 AS
1993 أي أس (ويعرف أيضًا باسم (27788) 1993 أي أس وفق تسمية الكوكب الصغير) (بالإنجليزية: 1993 AS)‏ هو كويكب ضمن حزام الكويكبات؛ وترتيبه 27788 من حيث الاكتشاف.
اكتُشف هذا الجُرم الفلكي بواسطة هيروشي كانيدا في 13 يناير 1993.

## وصلات خارجية
- (27788) 1993 AS في قاعدة بيانات مختبر الدفع النفاث لأجرام النظام الشمسي الصغيرة

- الاكتشاف · مخطط المدار ·  العناصر المدارية · المعلمات المادية

- (27788) 1993 AS على موقع ويكي سكاي: DSS2, SDSS, GALEX, IRAS, Hydrogen α, X-Ray, Astrophoto, Sky Map, Articles and images